# Cracked Actor (canción)
"Cracked Actor" es una canción escrita por el músico británico David Bowie, originalmente publicado en el álbum de 1973, Aladdin Sane. La canción también fue relanzada como sencillo en Europa Oriental por RCA Records en junio del mismo año.

## Música y letra
Una de las canciones más pesadas del álbum, la canción es sobre un encuentro entre una estrella de Hollywood y una prostituta, los coros incluyen varias alusiones al sexo y las drogas:
Crack, baby, crack, show me you're real
Smack, baby, smack, is that all that you feel
Suck, baby, suck, give me your head
Before you start professing that you're knocking me dead

## Lanzamiento y recepción
Posterior al lanzamiento de Aladdin Sane, "Cracked Actor" fue publicado como el primer sencillo en el mercado Ruso, junto con "John, I'm Only Dancing". Se suponía que era para sacar provecho de la publicidad que emanaba de su viaje por Europa Oriental en el ferrocarril Transiberiano en abril de 1973, poco después de su última gira de Ziggy Stardust en el Reino Unido.
"Cracked Actor" se convirtió en una pieza central en la gira norteamericana de Bowie cuando él solía interpretar la canción con gafas de sol y sosteniendo una calavera (à la Hamlet), que luego procedería a darle un beso francés. La canción también le dio nombre al documental de Alan Yentob. En 1983, Bowie revivió la canción, la rutina de las gafas de sol y la calavera para la gira de Serious Moonlight.
En España el tema fue censurado por la dictadura franquista, que lo consideró «inmoral», lo que provocó que el lanzamiento del álbum Aladdin Sane de 1973 demorase varios meses su publicación en aquel país.

## Versiones en vivo
- Una versión grabada en el Hammersmith Odeon en Londres, el 3 de julio de 1973 fue publicada en Ziggy Stardust: The Motion Picture en 1983.[8]
- Una presentación grabada en el Tower Theater, Pensilvania como parte de la gira de Diamond Dogs, fue publicada en David Live.[9]
- Una versión grabada en el Universal Amphitheatre, California, durante la gira de Diamond Dogs el 5 de septiembre de 1974 fue incluida en Cracked Actor (Live Los Angeles '74).[10]
- Una presentación en vivo durante la gira de Serious Moonlight, filmada el 12 de septiembre de 1983, fue incluida en Serious Moonlight y en la caja recopilatoria Loving the Alien (1983–1988).[11]
- Una versión grabada en el BBC Radio Theatre, Londres el 27 de junio de 2000, apareció en la edición limitada de Bowie at the Beeb.[12]

## Otros lanzamientos
- Una versión grabada en vivo durante la gira de Ziggy Stardust fue publicado como lado B del lanzamiento de sencillo de "White Light/White Heat" en octubre de 1983.[13]
- La canción aparece en la caja recopilatoria de 1989, Sound + Vision.[14]

## Otras versiones
- Big Country – sencillo
- Chris Connelly – sencillo
- Duff McKagan – Believe in Me (1993)
- Rancid Vat – Bowiecide EP
- Zeta Bane – Spiders from Venus: Indie Women Artists and Female-Fronted Bands Cover David Bowie (2003)
- Schlechtes Mord-Bumsen – .2 Contamination: A Tribute to David Bowie (2006)
- Okkervil River – en vivo
- Clit 45 – 2, 4, 6, 8... We're the Kids You Love to Hate (2006)
- Dave Gahan – en vivo
- Red Hot Chili Peppers – en vivo

## Créditos
Créditos adaptados desde las notas del álbum.
- David Bowie – voz principal, armónica
- Mick Ronson – guitarra eléctrica, coros
- Trevor Bolder – bajo eléctrico
- Mick Woodmansey – batería, pandereta